# Atrek
Atrek (persky اترک‎, turkmensky Etrek derýasy) je řeka v Íránu (provincie Chorásán Razaví, Severní Chorásán, Golestán) a Turkmenistánu (vilájet Balkan). Částečně tvoří jejich vzájemnou hranici. Je 669 km dlouhá. Povodí má rozlohu 27 300 km².

## Průběh toku
Pramení na jižních svazích pohoří Kopet Dag. V Íránu teče v úzké dolině mezi pohořími Kopet Dag a Kúh-e Bínálúd. Hlavním přítokem je řeka Sumbar zprava. Ústí do Kaspického moře, přičemž vytváří bažinatou deltu.

## Vodní režim
Hlavním zdrojem vody jsou v horách sníh a déšť. Na jaře a v létě je vysoký vodní stav po zbytek roku vodní stav nízký. Do Kaspického moře dotéká řeka pouze při vysokém vodním stavu.

## Využití
Využívá se na zavlažování a sice při nízkém vodním stavu zcela.